# Горбатюк Василь Степанович
Васи́ль Степа́нович Горбатю́к (нар. 28 січня 1942, с. Митинці, Красилівського району Хмельницької області — пом. 13 листопада 2021, м. Київ) — український військовик, перший заступник голови Служби національної безпеки України (1991—1992) і Служби безпеки України (1997—2001), генерал-полковник у відставці.

## Життєпис
Народився в селі Митинці Красилівського району на Хмельниччині. Закінчив з відзнакою Ужгородське художньо-ремісниче училище 1959 року, після чого працював на будівництві Братської ГЕС у РСФСР. Повернувшись до України, був столяром на Хмельницькій меблевій фабриці. У 1961-му призваний на строкову військову службу, яку проходив на Чорноморському флоті, був обраний позаштатним інструктором політвідділу флоту з комсомолу, екстерном склав іспити за програмою Вищого військово-політичного училища. Демобілізований у військовому званні лейтенант запасу, після чого працював у м. Хмельницькому: інструктор, завідувач відділу міськкому комсомолу.
Має вищу гуманітарну освіту, закінчив Кам'янець-Подільський педагогічний інститут.
З 1971 року в органах державної безпеки. Починав службу в м. Хмельницькому, згодом — у Києві. Пройшов шлях від лейтенанта до генерал-полковника, від молодшого оперуповноваженого КДБ УРСР до першого заступника голови Служби безпеки України (останню посаду обіймав двічі: був першим заступником голови Служби національної безпеки України (1991—1992), вдруге — в 1997—2001 роках). Один з фундаторів національної спецслужби й ідеолог перетворення її «силового» обличчя у правовий формат деполітизованої структури демократичного суспільства. У перші роки незалежності України брав активну участь у формуванні нормативно-правової бази органів безпеки, концептуальних засад їхньої діяльності, керував відповідальними оперативно-розшуковими заходами. Чимало зусиль доклав для зміцнення позитивного іміджу й довіри людей до СБУ. У період служби, коли був заступником голови СБУ й водночас очолював Управління СБУ по Львівській області (1993—1994), внаслідок замаху на життя був поранений з вогнепальної зброї (липень 1994 р.). У 1995—1996 роках був радником голови СБУ з питань інформаційного забезпечення органів державної влади та управління і оперативного зв'язку з ними. Згодом, обіймаючи посади заступника, потім першого заступника голови СБУ, певний час очолював «штабний» підрозділ — Департамент інформаційного забезпечення та управління оперативно-службовою діяльністю. У 2000—2002 роках був радником Генерального інспектора Генеральної військової інспекції при Президентові України. З грудня 2002-го — у відставці.
Автор книжки публіцистики «Позиція. Публікації, документи, спогади» (К., 2005), яку упорядкував журналіст Сергій Шевченко. У книжці «Назавжди в серці» (2020) вміщено спогад Василя Горбатюка про Володимира Сідака.
Серед захоплень — поезія, автор віршів.
Жив у Києві, де й похований (помер після важкої хвороби). Був одружений, мав сина, доньку та внуків. 

## Громадська діяльність
Очолював раду громадської організації «Комітет сприяння правоохоронним органам України» та науково-редакційну раду міжнародного громадсько-правового журналу «Комітет». Був головою координаційної ради Всеукраїнського рейтингу професіоналізму і безпеки.

## Нагороди, відзнаки
- Орден «За заслуги» III ст. (1998)
- Нагрудний знак «Почесна відзнака Служби безпеки України»
- Медалі, інші відомчі заохочувальні відзнаки